# Тунсешть
Тунсешть, Тунсешті (рум. Tunsești) — село у повіті Васлуй в Румунії. Входить до складу комуни Богденіца.
Село розташоване на відстані 257 км на північний схід від Бухареста, 18 км на південь від Васлуя, 75 км на південь від Ясс, 120 км на північ від Галаца.

## Населення
За даними перепису населення 2002 року у селі проживали 270 осіб, усі — румуни. Усі жителі села рідною мовою назвали румунську.